# Найгірший випадок складності
В Інформатиці (зокрема теорії складності обчислень), складність найгіршого випадку вимірює ресурси (наприклад, час виконання, пам'ять), які алгоритм потребує введення довільного розміру (зазвичай позначається як n в асимптотичному позначенні). Вона дає верхню межу ресурсів, необхідних алгоритму.
У випадку часу виконання, найгірший випадок часової складності вказує на найдовший час виконання алгоритму з заданим будь-яким введенням розміру n, і тим самим гарантує, що алгоритм завершиться у вказаний період часу. Порядок зростання (наприклад, лінійний, логарифмічний) найгіршого випадку складності зазвичай використовується для порівняння ефективності двох алгоритмів.
Складність алгоритму в найгіршому випадку слід порівняти його середньою складністю, що є середнім показником кількості ресурсів, яку алгоритм використовує для випадкового введення.

## Визначення
Дано модель обчислення та алгоритм {\displaystyle {\mathsf {A}}}, що зупиняється на кожного вході {\displaystyle s}, відображення {\displaystyle t_{\mathsf {A}}\colon \{0,1\}^{\star }\to \mathbb {N} } називається часовою складністю {\displaystyle {\mathsf {A}}}, якщо для кожного вхідного рядка {\displaystyle s}, {\displaystyle {\mathsf {A}}} зупиняється через рівно {\displaystyle t_{\mathsf {A}}(s)} кроки.
Оскільки ми, як правило, зацікавлені в залежності часової складності від різних довжин вхідних даних, використовуючи термінологію, часову складність іноді називають відображенням {\displaystyle t_{\mathsf {A}}\colon \mathbb {N} \to \mathbb {N} }, що визначається максимальною складністю
{\displaystyle t_{\mathsf {A}}(n):=\max _{s\in \{0,1\}^{n}}t_{\mathsf {A}}(s)}
входів {\displaystyle s} з довжиною або розміром {\displaystyle \leq n}.
Подібні визначення можна дати для складності простору, випадкової складності, тощо.

## Способи мовлення
Дуже часто складність {\displaystyle t_{\mathsf {A}}} алгоритму {\displaystyle {\mathsf {A}}} задається в асимптотичному нотації Big-O, що дає його швидкість росту у вигляді {\displaystyle t_{\mathsf {A}}=O(g(n))} з певною дійсною функцією порівняння {\displaystyle g(n)} і значення:
- Існує позитивне дійсне число {\displaystyle M} і натуральне число {\displaystyle n_{0}} таке, що

{\displaystyle |t_{\mathsf {A}}(n)|\leq Mg(n)\quad \forall \quad n\geq n_{0}.}
Досить часто формулюванням є:
- «Алгоритм {\displaystyle {\mathsf {A}}} має найгіршу складність {\displaystyle O(g(n))}.»

або навіть лише:
- «Алгоритм {\displaystyle {\mathsf {A}}} має складність {\displaystyle O(g(n))}.»

## Приклади
Розглянемо виконання сортування включенням {\displaystyle n} чисел на автоматі довільного доступу. Найкращим випадком для алгоритму є те, коли числа вже відсортовані, що займає {\displaystyle O(n)} кроки для виконання завдання. Проте, вхідні дані в найгіршому випадку для алгоритму – це коли числа відсортовані у зворотному порядку і потрібно {\displaystyle O(n^{2})} кроки для їх сортування; тому найгірша часова складність сортування включенням дорівнює {\displaystyle O(n^{2})}.

## Дивіться також
- Аналіз алгоритмів